# Cercopithecus roloway
Cercopithecus roloway  (лат.) — вид приматов из семейства мартышковых. Некоторые исследователи рассматривают вид в качестве подвида мартышки дианы (Cercopithecus diana).
Относится к числу критических видов, точная численность популяции не установлена, поскольку встречается в лесах редко, а в национальных парках не проживает. Отмечены редкие встречи с мартышками в лесах Ганы и на востоке Кот-д’Ивуара, где обезьяны являются объектами охоты.
Вид похож на другие виды мартышек, но отличается своей длинной бородой. Мех преимущественно чёрного окраса, а горло и внутренняя сторона его руки белые, бедра и спина — оранжевые. Длина тела варьирует от 100 до 145 см и весом от 4 до 7 килограммов. Это древесный вид и образует социальные группы 15—30 особей. Рацион состоит из фруктов, цветов, семян и насекомых.